# Lō‘ihi

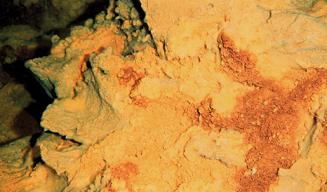
Óxido de ferro de cor amarela cobrindo rocha vulcânica no flanco do vulcão submarino Lōʻihi.

O Lōʻihi é um monte submarino e vulcão subaquático localizado no arquipélago do Havai (18.92° N, 155.27° W) a cerca de 30 km sul da costa sudeste da ilha do Havai. É um dos três vulcões que se sabem ser activos no hotspot havaiano, junto com o Mauna Loa e o Kīlauea. O Lōʻihi ainda não atingiu a superfície do mar para formar uma ilha, embora tenha cerca de 3000 m de altitude. O seu topo situa-se a cerca de 975 m abaixo da superfície do oceano. Se a construção vertical do Lōʻihi for similar ao do Kīlauea, o seu pico emergirá dentro de algumas dezenas de milhar de anos.
Tal como o Kīlauea, o Lōʻihi situa-se no flanco do Mauna Loa, o maior vulcão-escudo do planeta. O pico apresenta uma depressão tipo caldeira e três crateras vulcânicas. A cratera Pele's Pit formou-se em Julho de 1996, quando uma chaminé vulcânica colapsou, formando uma depressão com paredes verticais com 200 m de altura. A zona rift deste vulcão tem cerca de 31 km de comprimento e segue uma orientação noroeste-sudeste através da caldeira (de dimensões 2,8×3,7 km). A erupção de 1996 foi confirmada por um grupo de cientistas da Universidade do Havai, constituindo a primeira erupção confirmada num monte submarino. Em 1997, a universidade instalou um observatório submarino no cume do Lōʻihi.
 Foi entretanto encontrado em 2001 outro vulcão submarino activo, o Vailuʻuluʻu, situado nas ilhas Manuʻa, Samoa Americana.
O Lōʻihi é estudado por submersíveis tripulados e através da colocação de Instrumentos de medição e observatórios remotos no cume. O vulcão expele fluidos hidrotermais e as fontes hidrotermais são estudadas para a detecção de extremófilos termofílicos (organismos associados a condições extremas de temperatura). Um organismo semelhante a uma medusa foi encontrado em 1999 numa zona em que as águas aproximam-se dos 160°C.